# ديفيد إيفرت
ديفيد إيفرت (بالإنجليزية: David Everett)‏ هو محرر وصحفي أمريكي، ولد في 1769، وتوفي في 21 ديسمبر 1813.